# 布索珠单抗
布索珠单抗（INN：Blosozumab）是一种人源化单克隆抗体。它与骨硬化蛋白结合（一种成骨细胞活性的负调节因子）。阻断硬骨素活性可以导致骨密度增加。布索珠单抗已针对男性和绝经后女性骨质疏松症的治疗进行了研究。布索珠单抗的临床试验表明该抗体具有良好的耐受性并能有效产生骨合成代谢作用。
布索珠单抗由礼来公司开发。